# 雷若蒙 (上比利牛斯省)
雷若蒙（法語：Réjaumont，法語發音：[ʁeʒomɔ̃]）是法国上比利牛斯省的一个市镇，属于巴涅尔德比戈尔区。

## 地理
雷若蒙（43°9'34"N, 0°26'59"E）面积6.7 平方千米，位于法国奧克西塔尼大區上比利牛斯省，该省份为法国西南部内陆省份，北至热尔省，西接大西洋比利牛斯省，南与西班牙接壤，东临上加龙省。
与雷若蒙接壤的市镇（或旧市镇、城区）包括：塔让、阿尔内、克拉朗、蒙隆、于格拉。

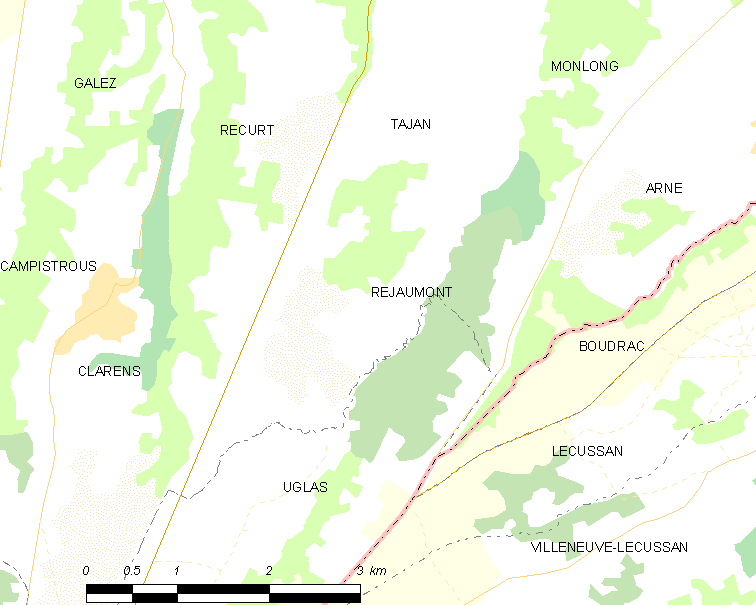
的OSM定位图

雷若蒙的时区为UTC+01:00、UTC+02:00（夏令时）。

## 行政
雷若蒙的邮政编码为65300，INSEE市镇编码为65377。

## 政治
雷若蒙所属的省级选区为巴鲁斯谷县。

## 人口

1962-2008年间人口变化图示

雷若蒙于2022年1月1日时的人口数量为150人。